# Chaplin i filmatelieret
Chaplin i filmatelieret er en amerikansk stumfilm fra 1916 af Charles Chaplin.

## Medvirkende
- Eric Campbell som Goliath.
- Charles Chaplin som David.
- Edna Purviance.
- Albert Austin